# Гридинская (Вельский район)
Гридинская — деревня в Вельском районе Архангельской области. Входит в состав Муниципального образования «Хозьминское»

## География
Деревня расположена на левом берегу реки Елюга, притока реки Вель. Соседние населённые пункты - Никольская на северо-западе и Смольянская на юго-востоке. Расстояние до административного центра поселения, посёлка Хозьмино, составляет 17,5 км пути на автотранспорте. Расстояние до железнодорожной станции в городе Вельск — 60 км.

## Население
| 2002 | 2010 | 2012 | 2014 |
| ---- | ---- | ---- | ---- |
| 28   | ↘10  | ↗14  | ↘13  |

## История
Указана в «Списке населённых мест по сведениям 1859 года» в составе Вельского уезда Вологодской губернии под порядковым номером 2224 как «Гридинское(Гора)». Насчитывала 18 дворов, 41 жителя мужского пола и 54 женского. Также в деревне было 2 православных церкви.
В материалах оценочно-статистического исследования земель Вельского уезда упомянуто, что в 1900 году в административном отношении деревня входила в состав Смольянского сельского общества Есютинской волости. На момент переписи в селении Гриденское, (Гора) находилось 19 хозяйств, в которых проживало 54 жителя мужского пола и 56 женского.

## Русская православная церковь
Церковь Николая Чудотворца Объект культурного наследия № 2900371000   - деревянная церковь, обшитая тёсом,  построенная в 1790 г. Основной объём типа восьмерик на четверике увенчан грушевидным куполом, крытым лемехом. Примыкают пятистенная алтарная часть и трапезная.  Закрыта в 1930-х. Реставрируется с 2009 года.

Церковь Николая Чудотворца в Гридинской
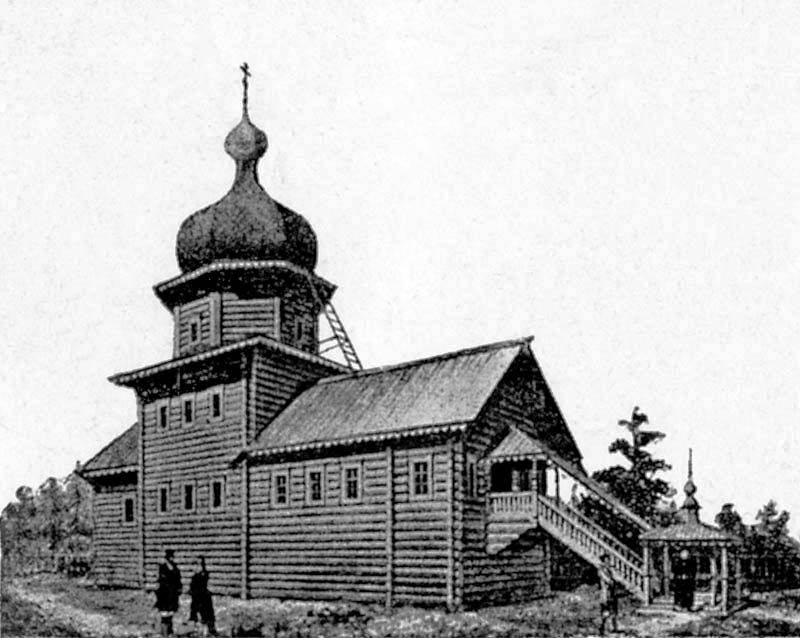
Церковь в 1915 году